# La Barde
La Barde là một xã trong tỉnh Charente-Maritime Charente-Maritime trong vùng Nouvelle-Aquitaine, tây nam nước Pháp. Xã La Barde nằm ở khu vực có độ cao trung bình 34 mét trên mực nước biển.